# Sarner Weißhorn
Sarner Weißhorn (lub Penser Weißhorn, wł. Corno Bianco Sarentino) – szczyt w Sarntaler Alpen, paśmie Alp Wschodnich. Leży w północnych Włoszech w regionie Trydent-Górna Adyga, w Południowym Tyrolu.